# November 1994
Portal Geschichte | Portal Biografien | Aktuelle Ereignisse | Jahreskalender | Tagesartikel

◄ |
19. Jahrhundert |
20. Jahrhundert
| 21. Jahrhundert

◄ |
1960er |
1970er |
1980er |
1990er
| 2000er | 2010er | 2020er | ►

◄ |
1990 |
1991 |
1992 |
1993 |
1994
| 1995 | 1996 | 1997 | 1998 | ►

◄ |
August 1994 |
September 1994 |
Oktober 1994 |
November 1994 |
Dezember 1994 |
Januar 1995 |
Februar 1995 |
►
Dieser Artikel behandelt aktuelle Nachrichten und Ereignisse im November 1994.

## Tagesgeschehen

### Dienstag, 1. November 1994
- Birmingham/Vereinigtes Königreich: Die Vegane Gesellschaft des Landes ruft zur Erinnerung an ihre Gründung vor 50 Jahren den Weltvegantag ins Leben, um auf die Ernährungsweise Veganismus aufmerksam zu machen. Im Jahr 1944 definierten die Gründer der Gesellschaft, dass Vegetarier, die auch Milcherzeugnisse und Eier als Nahrungsmittel ablehnen, so genannte „Veganer“ sind.[1][2]
- Bonn/Deutschland: Der Ministerpräsident von Nordrhein-Westfalen Johannes Rau (SPD) tritt zum zweiten Mal sein Amt als Präsident des Bundesrates an.[3]
- Casablanca/Marokko: Zum Abschluss des ersten MENA-Wirtschaftsgipfels für Staaten des Nahen Ostens und Nordafrikas vereinbaren die Teilnehmer die Gründung einer gemeinsamen Entwicklungsbank und einer regionalen Handelskammer.[4]

### Donnerstag, 3. November 1994
- Brasilien: Bei der totalen Sonnenfinsternis ist die Sonne im südlichen Brasilien am längsten zu 100 % vom Mond verdeckt. Der Kernschatten des Mondes traf zuvor auch Bolivien, Chile, Paraguay und Peru.[5]

### Samstag, 5. November 1994
- Las Vegas/Vereinigte Staaten: Der 45-jährige ehemalige unumstrittene Boxweltmeister George Foreman aus den Vereinigten Staaten kämpft rund 20 Jahre nach dem Verlust seines Weltmeistertitels im Schwergewicht um den WM-Titel des Verbands IBF. In der zehnten Runde schlägt Foreman seinen Landsmann Michael Moorer k. o. und ist damit der älteste Box-Champion der Geschichte.[6]

### Sonntag, 6. November 1994

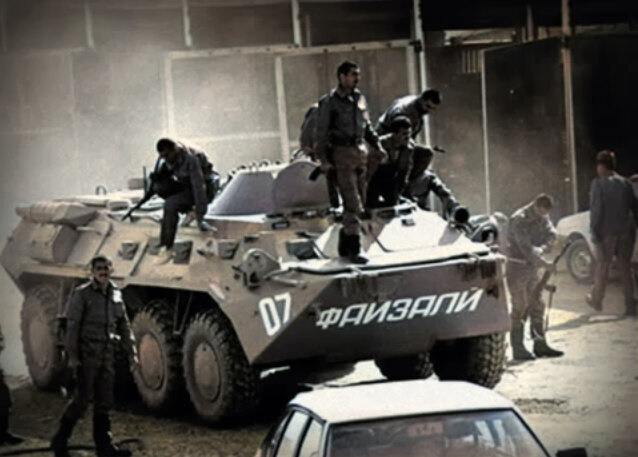
Szene aus dem Tadschikischen Bürgerkrieg

- Duschanbe/Tadschikistan: Das Volk wählt nach der Einführung des Präsidentiellen Regierungssystems erstmals einen Staatspräsidenten. Mit 59,5 % der Wählerstimmen geht der seit 1992 de facto alleinregierende Emomalij Rahmonow von der Kommunistischen Partei als Gewinner aus der Wahl hervor. In seiner ersten Amtszeit will er den Bürgerkrieg beenden und die Bindung seiner Partei an die KP Russlands lockern.[7]

### Dienstag, 8. November 1994
- Washington, D.C./Vereinigte Staaten: Bei den Wahlen zum Repräsentantenhaus und zum Senat, auch bekannt als midterm elections (deutsch Halbzeitwahlen), erleidet die Demokratische Partei zwei Jahre nach Amtsantritt des demokratischen US-Präsidenten Bill Clinton hohe Verluste in beiden Häusern. Die Mehrheitsverhältnisse im Repräsentantenhaus und im Senat wechseln jeweils zu Gunsten der Republikanischen Partei. Deren Politiker und die ihr wohlgesonnenen Medien sprechen von der „Republican Revolution“.[8]

### Mittwoch, 9. November 1994
- Darmstadt/Deutschland: An der Forschungseinrichtung Gesellschaft für Schwerionenforschung wird aus einem Nickel- und einem Bleiatom zum ersten Mal das chemische Element mit der Ordnungszahl 110 geschaffen, das bis auf Weiteres den Namen „Ununnilium“ trägt.[9]

### Donnerstag, 10. November 1994
- Straßburg/Frankreich: Andorra tritt als 33. Mitgliedstaat dem Europarat bei.[10]

### Freitag, 11. November 1994
- London/Vereinigtes Königreich: Bei einer Versteigerung erwirbt der amerikanische Unternehmer Bill Gates die Handschrift Codex Leicester des italienischen Universalgelehrten Leonardo da Vinci für 30,8 Millionen US-Dollar. Damit ist die Notizensammlung das teuerste Manuskript der Geschichte.[11]

### Sonntag, 13. November 1994

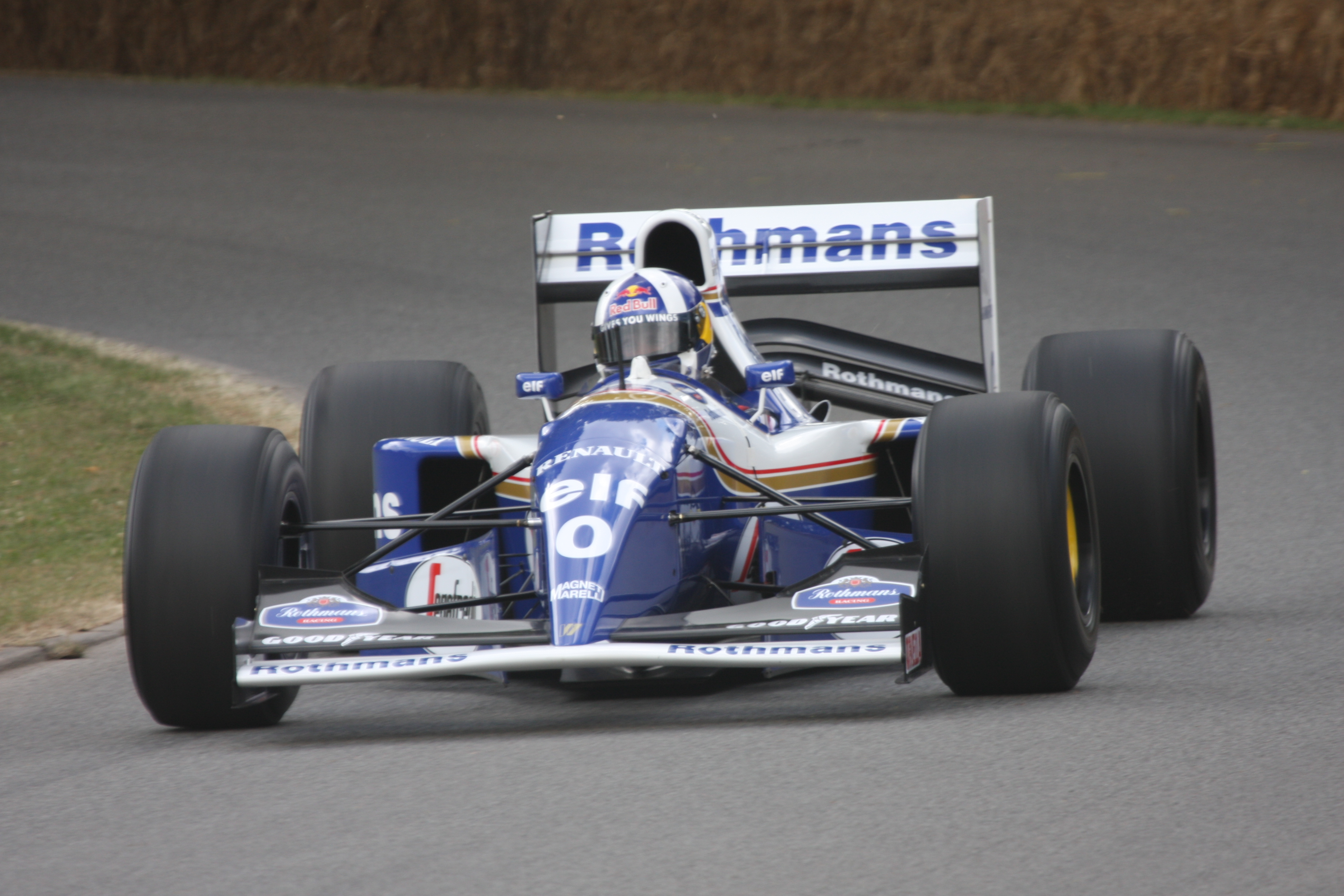
Vize-Formel-1-Weltmeister Damon Hill

- Adelaide/Australien: Im letzten Rennen der Formel-1-Saison scheidet der im Klassement der Fahrerweltmeisterschaft führende Deutsche Michael Schumacher im Benetton B194 aus, nachdem sein Wagen den Williams FW16B des Klassement-Zweiten Damon Hill aus dem Vereinigten Königreich touchiert. Als Hill das Rennen wegen einer Beschädigung seines Boliden in Folge der Berührung aufgibt, ist Schumacher Fahrerweltmeister 1994.[12]

### Dienstag, 15. November 1994
- Bogor/Indonesien: Der sechste Gipfel der Asiatisch-Pazifischen Wirtschaftsgemeinschaft APEC beginnt. Das Fernziel der Mitglieder ist eine Freihandelszone.[13]
- Bonn/Deutschland: Die Mitglieder des Bundestags wählen Helmut Kohl (CDU) mit 338 von 672 möglichen Stimmen zum vierten Mal in einer regulären Kanzlerwahl zum Bundeskanzler. Das Votum für Kohl liegt drei Stimmen unter der Anzahl der den Regierungsparteien CDU, CSU und FDP zugehörigen Mandatsträger.[14]
- Jerusalem/Israel: Bundespräsident Thomas Klestil tritt als erstes Staatsoberhaupt der Republik Österreich vor das israelische Parlament Knesset und interpretiert in seiner Rede die Zeit des Nationalsozialismus als „schweres Erbe“, zu dem sich auch sein Land bekennen müsse.[15]

### Freitag, 18. November 1994
- München/Deutschland: Das Europäische Patentamt erteilt der US-amerikanischen Firma Calgene ein Patent auf die Tomatensorte „Flavr Savr“. Es ist das erste Patent auf ein gentechnisch verändertes Nahrungsmittel nach Europarecht. In den Vereinigten Staaten wurde das Saatgut der Sorte bereits 1988 patentiert. Die herausragende Eigenschaft der geschützten Tomate besteht darin, dass sie nicht matscht.[16]

### Montag, 21. November 1994
- München/Deutschland: Der Landesverband Bayern e. V. im Börsenverein des Deutschen Buchhandels und die Stadt München verleihen den Literaturpreis Geschwister-Scholl-Preis an das Buch Deutschland – leicht entflammbar des deutschen Journalisten Heribert Prantl.[17]

### Mittwoch, 23. November 1994
- Saarbrücken/Deutschland: Der Landtag des Saarlandes bestätigt Ministerpräsident Oskar Lafontaine (SPD) zum zweiten Mal in seinem Amt als Regierungschef, nachdem die CDU-Fraktion zuvor ohne Erfolg die Absetzung der Wahl beantragte. Sie begründete ihr Anliegen damit,  dass Lafontaine bei der Bundestagswahl im Oktober ein Mandat für den Bundestag errang und bis dato nicht erklärte, auf dieses Mandat zu verzichten.[18][19]

### Montag, 28. November 1994
- Köln/Deutschland: Der Fernsehsender RTL startet die Ausstrahlung der Seifenoper Unter uns.[20]
- Oslo/Norwegen: Im Königreich wird zum zweiten Mal ein Volksabstimmung über den Beitritt des Landes zur Europäischen Union, ehemals Europäische Gemeinschaften, durchgeführt und wie schon 1972 lehnt die absolute Mehrheit der Teilnehmenden den Beitritt Norwegens ab. Lediglich im Südosten des Landes überwiegt die Bereitschaft zum Beitritt.[21]

### Dienstag, 29. November 1994
- Wien/Österreich: Bundespräsident Thomas Klestil (ÖVP) gelobt die neue Bundesregierung unter Bundeskanzler Franz Vranitzky (SPÖ) an. Wie stets in den vergangenen knapp acht Jahren vereint die Regierung Parteimitglieder der SPÖ und der ÖVP.[22]

### Mittwoch, 30. November 1994
- Erfurt/Deutschland: Der Landtag wählt Amtsinhaber Bernhard Vogel (CDU) zum zweiten Mal zum Thüringer Ministerpräsidenten. Das Amt übernahm Vogel 1992 von seinem Parteikollegen Josef Duchač und führte die CDU als Spitzenkandidat in die Landtagswahl im Oktober.[23]